# Ambrose Bebb
Pour les articles homonymes, voir Bebb.
William Ambrose Bebb (4 juillet 1894-27 avril 1955) est un auteur et homme politique gallois

## Biographie
Fils du chroniqueur Edward Hughes Bebb et père du joueur de rugby Dewi Bebb, la famille provient du Cardiganshire. Il est également le grand-père de l'homme politique britannique Guto Bebb.
Il est un cofondateur du Plaid Cymru, Bebb s'intéresse à la politique par intérêts pour le fascisme, dont il sera influencé par Charles Maurras et l'Action française. Avec l'arrivée de la guerre, il devient un défenseur de l'effort de guerre contre le Troisième Reich et considérant la défaite de l'Allemagne comme essentielle. 
Lors des élections britanniques de 1945, il se présente pour le Plaid Cymru dans Caernarvonshire (en), mais termine troisième.